# Laguna Chaxa
Laguna Chaxa är en saltsjö i Chile.   Den ligger i regionen Región de Antofagasta, i den norra delen av landet, 1 200 km norr om huvudstaden Santiago de Chile. Laguna Chaxa ligger 2 299 meter över havet. Arean är 0,28 kvadratkilometer. Den sträcker sig 0,6 kilometer i nord-sydlig riktning, och 0,7 kilometer i öst-västlig riktning.
Trakten runt Laguna Chaxa är ofruktbar med lite eller ingen växtlighet. Trakten runt Laguna Chaxa är nära nog obefolkad, med mindre än två invånare per kvadratkilometer.